# 共青團廣場

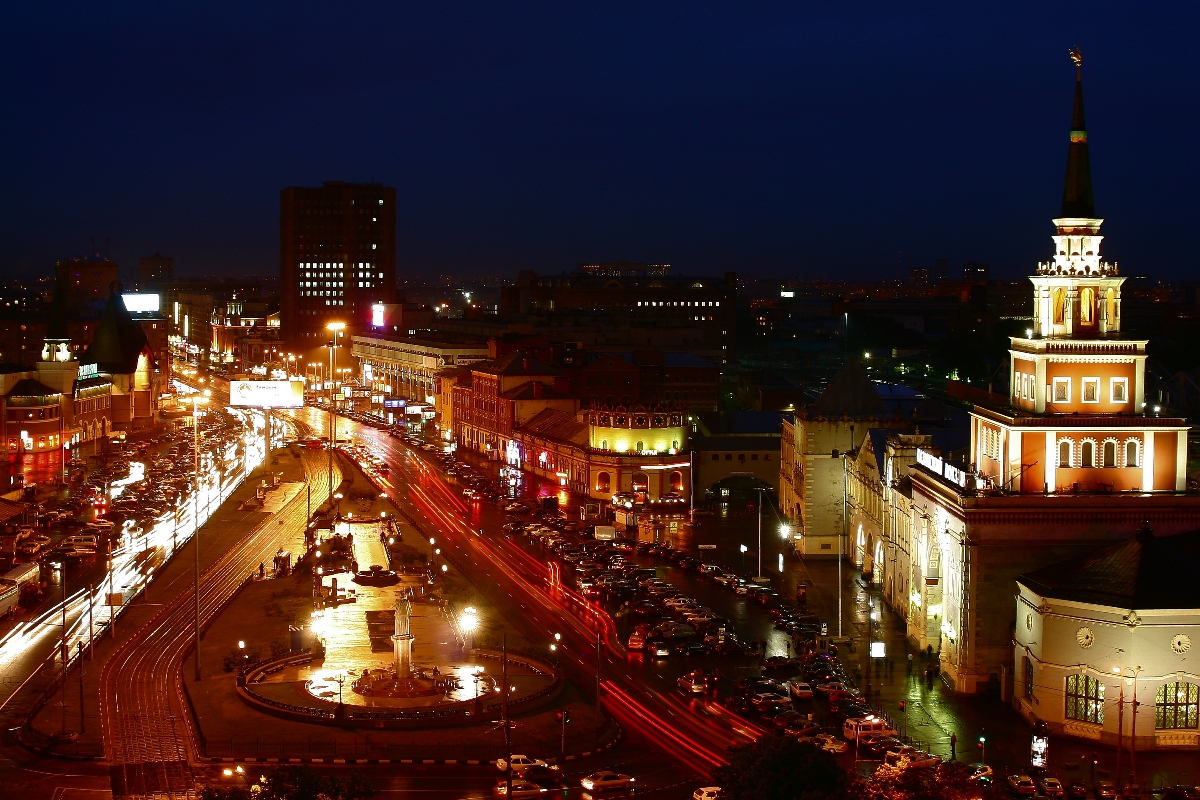
自列寧格勒酒店俯視的夜景

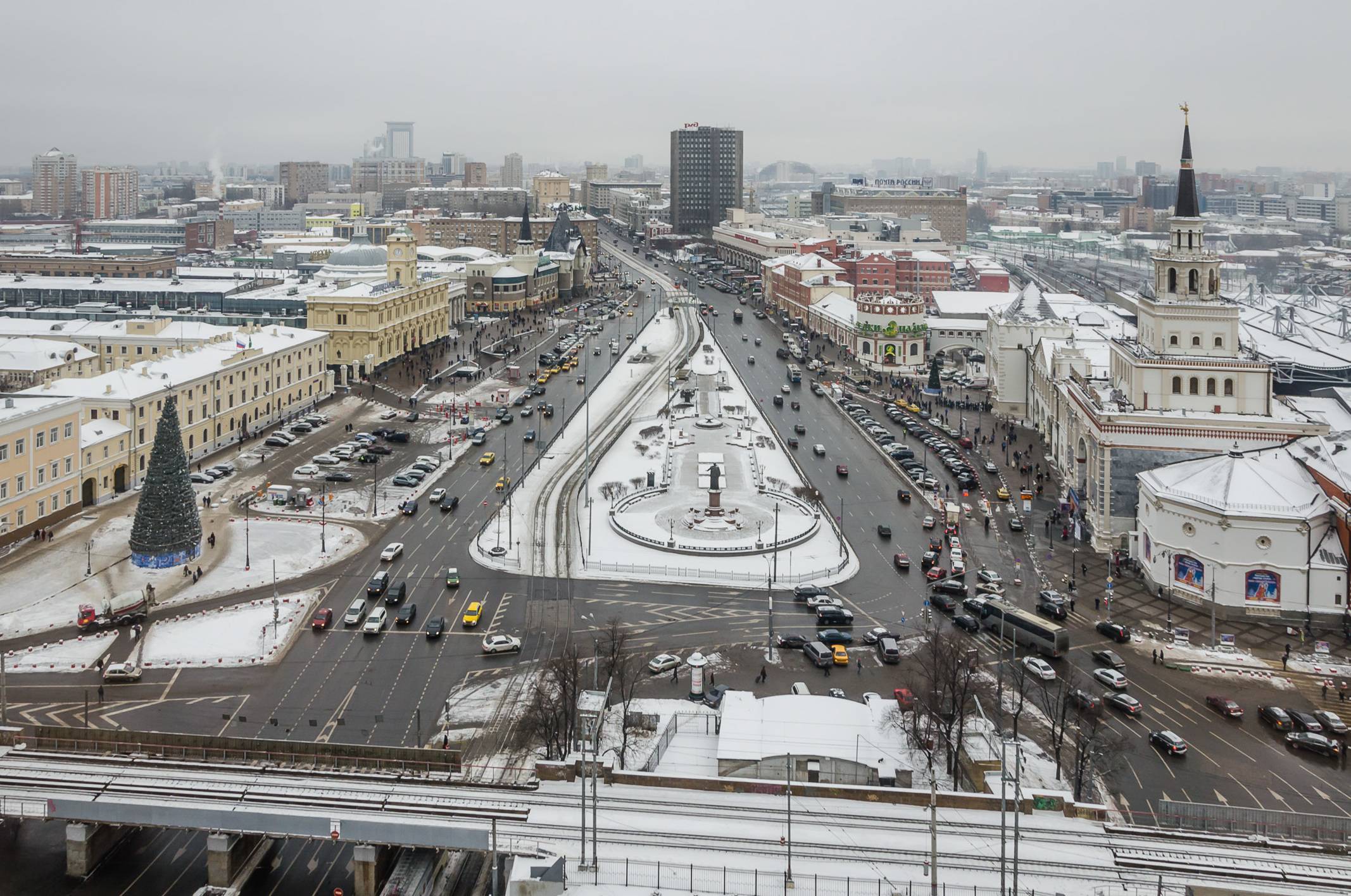
View of the square from the Leningradskaya Hotel: the Kazansky rail terminal on the right, the two other rail terminals on the left.

55°46′30″N 37°39′15″E / 55.77500°N 37.65417°E
共青團廣場（羅馬化：Komsomolskaya ploshchad），1933年前稱為，是俄羅斯首都莫斯科的一個廣場，位於克里姆林宮東北、花園環路以外。
周圍有三座主要的城際火車站，均為沙俄時期所建，即列寧格勒站、喀山站和雅羅斯拉夫爾站，所以有三站廣場（Пло́щадь трёх вокза́лов），以至三站（Три вокза́ла）的別稱。（包含瞭望塔站實際為四站。）
蘇聯時期，又加建了鐵路工人中央俱樂部、列寧格勒酒店、地鐵五號線共青團站前庭、百貨公司等建築。